# Cane Bonn-Oberkassel

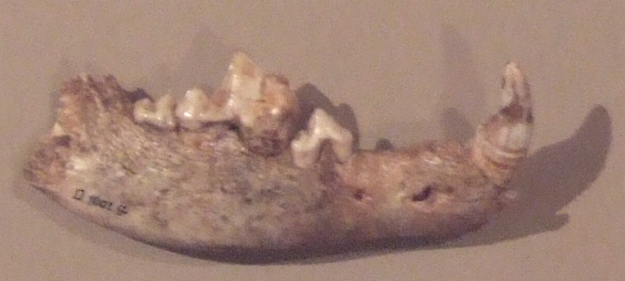
Mandibola del cane più antico riconosciuto scoperto a Bonn-Oberkassel, Germania, e datato 14.200 anni.

Il cane Bonn-Oberkassel è il cane più antico riconosciuto, la cui mandibola, scoperta a Bonn-Oberkassel, in Germania, è datata 14.200 anni fa.

## Storia

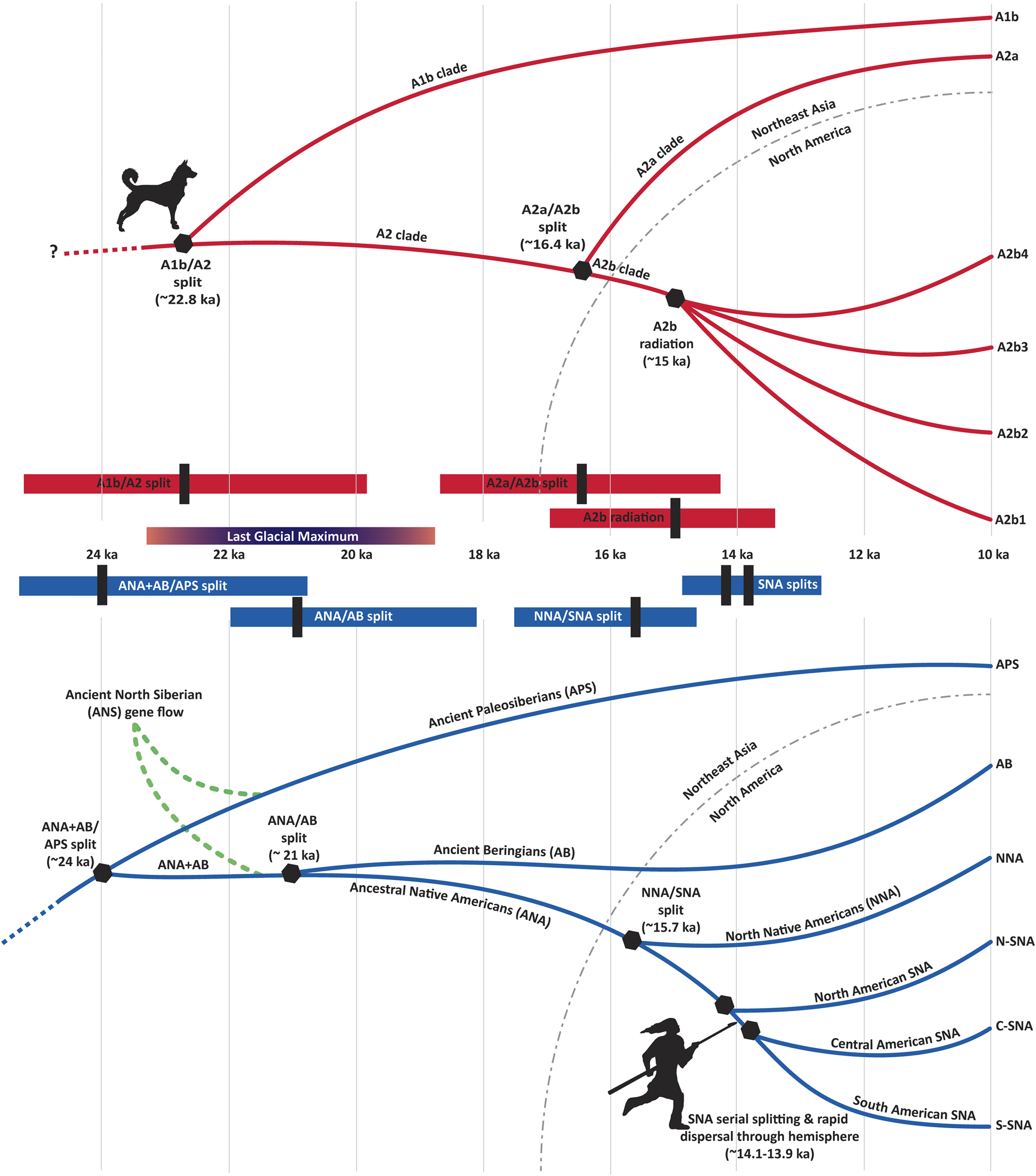
Lignaggi e tempi stimati di divergenza della popolazione per i cani (in rosso) e gli esseri umani in blu.

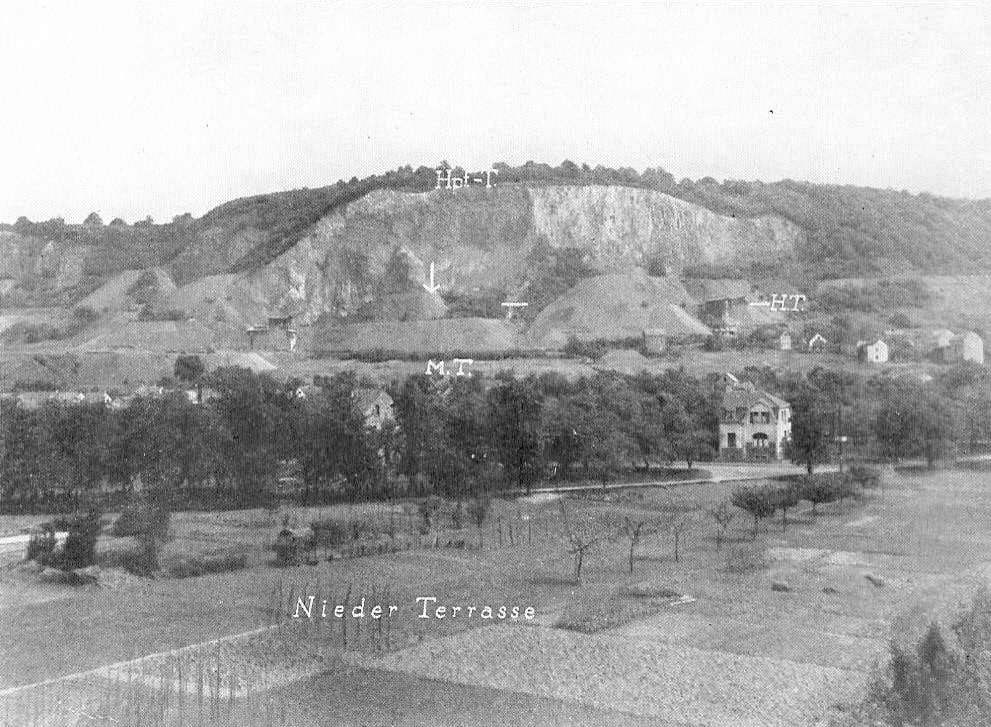
Veduta delle cave di basalto a Rabenley. La freccia bianca indica la posizione dello strato di ritrovamento.

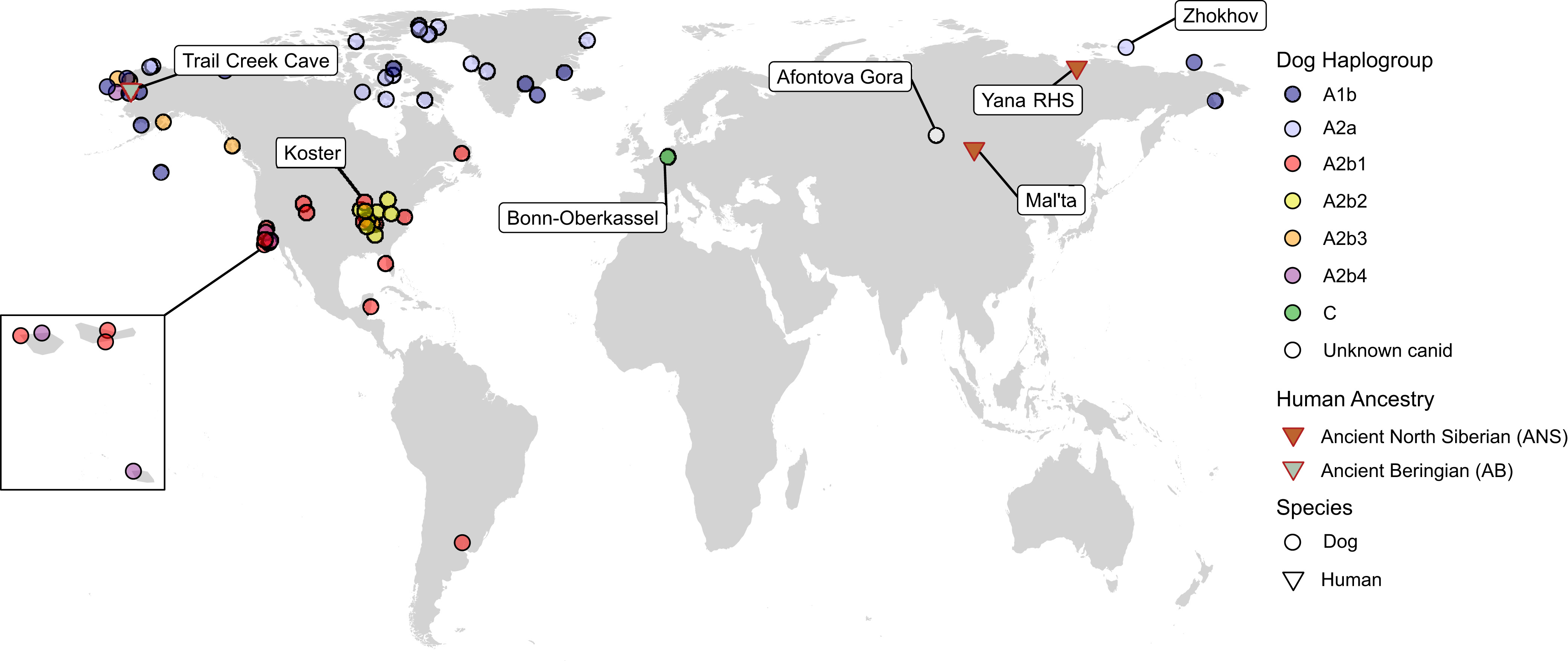
Una mappa raffigurante i siti mondiali con i rispettivi lignaggi.

I primi resti di cani generalmente accettati furono scoperti a Bonn-Oberkassel, in Germania.
Le prove contestuali, isotopiche, genetiche e morfologiche mostrano che questo cane non era chiaramente un lupo locale.
Il cane viene datato all'anno 14.223 a.C..
Nel 1914, alla vigilia della Prima guerra mondiale, due scheletri umani furono scoperti durante l'estrazione del basalto a Oberkassel, Bonn in Germania. Insieme a loro furono ritrovate la mandibola destra di un "lupo" e altre ossa di animali. 
Dopo la fine della Prima guerra mondiale, nel 1919 fu effettuato uno studio completo di questi resti. La mandibola è stata registrata come Canis lupus, il lupo e ad essa sono state assegnate alcune ossa di altri animali.
I resti furono poi conservati e dimenticati per cinquant'anni. Alla fine degli anni '70 ci fu un rinnovato interesse per i resti di Oberkassel e la mandibola fu riesaminata e riclassificata come appartenente a un cane domesticato.
La sequenza di DNA mitocondriale della mandibola è stata abbinata a Canis familiaris - un cane e rientra nell'aplogruppo C del mDNA dei cani.
I corpi erano datati a 14.223 a.C..
Ciò implica che nell'Europa occidentale esistevano cani morfologicamente e geneticamente "moderni" intorno a 14.500 a.C..
Studi successivi assegnarono al cane più ossa di altri animali fino a quando non fu possibile assemblare la maggior parte dello scheletro. 
Gli esseri umani erano un uomo di 40 anni e una donna di 25 anni. Tutti e tre i resti scheletrici sono stati trovati spruzzati con polvere di ematite rossa e ricoperti da grandi blocchi di basalto spessi 20 cm.
L'opinione generale è che un cane sia stato sepolto insieme a due esseri umani. È stato identificato anche un dente appartenente a un cane più piccolo e anziano ma non era stato spruzzato con polvere rossa. La causa della morte dei due umani non è nota. Uno studio patologico sui resti del cane suggerisce che fosse morto giovane dopo aver sofferto di cimurro di età compresa tra 19 e 23 settimane. 
Il cane non sarebbe potuto sopravvivere durante questo periodo senza cure umane intensive.
Durante questo periodo il cane non aveva alcuna utilità per gli esseri umani, e suggerisce l'esistenza di legami emotivi o simbolici tra questi umani e questo cane. 
In conclusione, verso la fine del tardo Pleistocene almeno alcuni esseri umani consideravano i cani non solo materialisticamente, ma avevano sviluppato legami emotivi e premurosi per i loro cani.